# Aba North
Aba North es una localidad del estado de Abia, en Nigeria, con una población estimada en marzo de 2016 de 140 000 habitantes.
Se encuentra ubicada al sureste del país, en la zona del delta del Níger, junto al golfo de Guinea.